# Умуарама
Умуарама (порт. Umuarama) — муниципалитет в Бразилии, входит в штат Парана. Составная часть мезорегиона Северо-запад штата Парана. Входит в экономико-статистический микрорегион Умуарама. Население составляет 103 000 человек на 2012 год. Занимает площадь 1227,425 км². Плотность населения — 78,26 чел./км².

## История
Город основан 26 июня 1955 года.

## Статистика
- Валовой внутренний продукт на 2003 год составляет 534 044 382,00 реалов (данные: Бразильский институт географии и статистики).
- Валовой внутренний продукт на душу населения на 2004 год составляет 5970 реалов (данные: Бразильский институт географии и статистики).
- Индекс развития человеческого потенциала на 2000 год составляет 0,800 (данные: Программа развития ООН).

## География
Климат местности: субтропический. В соответствии с классификацией Кёппена, климат относится к категории Cfa.